# グレイシーバッハ

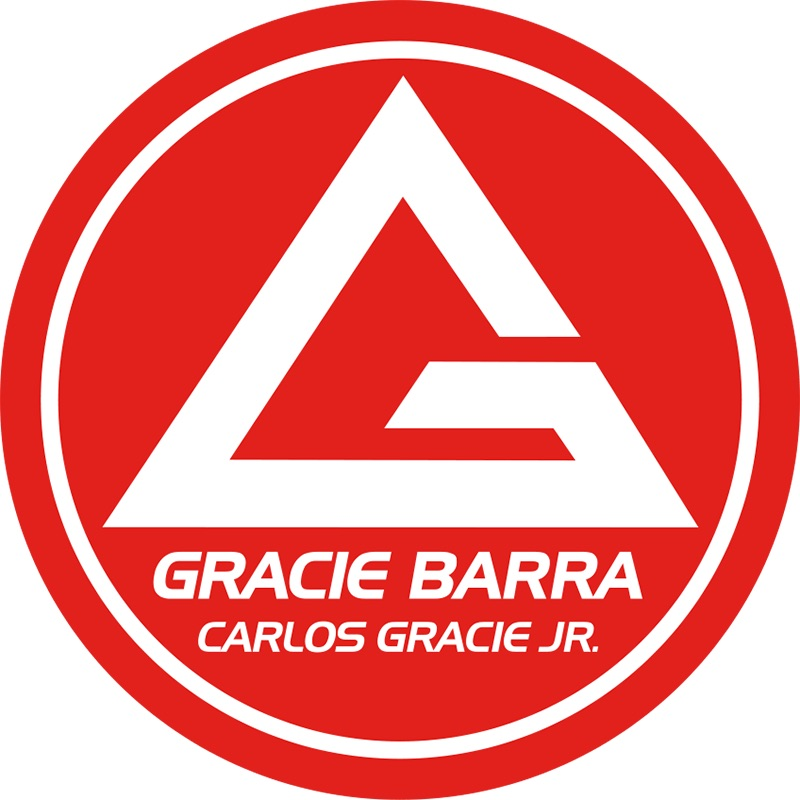

グレイシーバッハ（ブラジルポルトガル語：Gracie Barra)は5大陸に1000を超える道場数を持つ世界最大級のブラジリアン柔術組織。
1986年、グレイシー柔術創始者カーロス・グレイシーの息子であるカーロス・グレイシーJr.によって創立された。
カーロス・グレイシーJr.は兄ホーウス・グレイシーのアシスタントインストラクターを務めていたが、1982年のホーウスの事故死により道場を引き継ぐことを求められグレイシーバッハ創立に至った。
最初のグレイシーバッハ道場はブラジルのリオデジャネイロ、バッハ・ダ・チジューカに開設され、数年後にはブラジル有数の強豪道場へと発展し、多くの世界タイトルを獲得した。トーナメントで好成績を収めるだけでなく、「Jiu-Jitsu for Everyone!」をスローガンに掲げ、人種・国籍・信条・年齢・性別を越えてあらゆる人々がブラジリアン柔術を学べる環境づくりに注力している。
かつては代表がヘンゾ・グレイシーの「グレイシー・イパネマ」、渡辺孝真の「グレイシー・ジャパン」のように「グレイシー・（地名）」を傘下道場名にしていたが、「グレイシーバッハ」を傘下道場名に使用するようになる。のちに日本国内に17つの道場を持ち、兵庫県神戸市にある「グレイシーバッハ神戸JAPAN」が日本における本部となった。